# 唐娜·維基奇
唐娜·維基奇（1996年6月28日—）是克羅埃西亞职业网球女运动员，2012年轉職業。她的WTA生涯最高單打排名為第19（2019年11月4日）。职业生涯获得四个WTA巡回赛单打冠军——2014年马来西亚公开赛、2017年诺丁汉公开赛、2021年库马耶女子公开赛和2023年蒙特雷公开赛。2024溫網打進四強，是她在大满贯单打赛事中的最佳表现。